# 杰克·唐加拉
杰克·唐加拉（英語：Jack Dongarra，1950年7月18日—）是美国一位计算机科学家，英国皇家学会院士外籍院员，他是田納西大學电气工程与计算机科学系特聘教授。橡树岭国家实验室计算机科学与数学部杰出研究人员，曼彻斯特大学数学学院图灵奖学金，萊斯大學计算机科学系兼职教授。他曾在得克萨斯农工大学担任研究人员，他也是创新计算实验室的创始主任。

## 教育经历
杰克·唐加拉于1972年在芝加哥州立大學获得数学学士学位，1973年在伊利諾理工學院获得计算机科学硕士学位，并于1980年在新墨西哥大學获得应用数学的博士学位，导师为克里夫·莫勒尔。

## 研究和职业
唐加拉在阿贡国家实验室工作到1989年，成为一名高级科学家。他专注于线性代数、并行计算、高级计算机体系结构的使用、编程方法，和并行计算机工具的数值算法。他的研究包括开发，测试和记录高质量的数学软件。他为以下开源软件包和系统的设计和实现做出了贡献：EISPACK、LINPACK、基础线性代数程序集（BLAS）、线性代数包（LAPACK）、ScaLAPACK、并行虚拟机（PVM）、訊息傳遞介面（MPI）、NetSolve、TOP500、自动调谐线性代数软件（ATLAS）、高性能共轭梯度（HPCG），和性能应用程序编程接口（PAPI）。这些库在基础数值算法的准确性以及软件的可靠性和性能方面表现出色。通过将它们整合到MATLAB、Maple、Wolfram Mathematica、GNU Octave、R语言、SciPy等等软件中，它们使非常广泛的用户受益。
唐加拉发表了大约300篇文章、论文、报告和技术备忘录，并且是多本书的合著者。他在橡树岭国家实验室和曼彻斯特大学任职，自2007年起担任图灵研究员。

## 奖项和荣誉
2004年，唐加拉被授予IEEE Sid Fernbach奖，以表彰他在使用创新方法应用高性能计算机方面的贡献。2008年，他获得了首届IEEE可扩展计算卓越奖。
2001年，由于对数值软件，并行和分布式计算，以及问题解决环境的贡献，他被选为美国国家工程院院士。
2021年，唐加拉因开创性的概念和方法获得了图灵奖，这些概念和方法导致了改变世界的计算。他的算法和软件被认为推动了高性能计算的发展，并在人工智能的计算科学到计算机图形学的许多领域产生了重大影响。